# Alexandre Deïneka
 (mars 2012).
Si vous disposez d'ouvrages ou d'articles de référence ou si vous connaissez des sites web de qualité traitant du thème abordé ici, merci de compléter l'article en donnant les références utiles à sa vérifiabilité et en les liant à la section « Notes et références ».
Alexandre Alexandrovitch Deïneka (en russe : Алекса́ндр Алекса́ндрович Дейне́ка), né le 8 mai 1899 (20 mai dans le calendrier grégorien) à Koursk (Empire russe) et mort le 12 juin 1969 à Moscou (Union soviétique), est un peintre, affichiste et sculpteur soviétique.

## Biographie
Né dans une famille de cheminots, Alexandre Deïneka étudie entre 1915 et 1917 au lycée d'art de Kharkov, où il est élève du peintre Alexandre Lioubimov. Il soutient la révolution russe, s'engageant dans l'Armée rouge entre 1919 et 1920 au sein du département politique de Koursk. De là, il est envoyé étudier aux Vkhoutemas, les Ateliers supérieurs d’art et de technique fondés par Lénine en 1920. Il y rencontre Vladimir Favorski, qui sera son professeur, et le poète Vladimir Maïakovski, qui auront tous deux une grande influence sur son développement artistique et sa formation à la création. Membre fondateur de groupes comme Ost (« Être ») ou Octobre, il réalise la première grande œuvre historique révolutionnaire en 1928 : La Défense de Pétrograd. Vers 1931, il devient membre de l'Association des artistes prolétariens (AKhRR).
Dans les années 1930, il réalise de nombreuses affiches de propagande colorées et enthousiastes, tandis que le style de ses peintures diffère déjà d'autres peintres par le traitement qu'il leur accorde et les sujets abordés, comme Sur le balcon (1931) ou Jeune fille à la fenêtre. Hivers.
En 1932, La Mère marque le début d'une nouvelle période créative. Deïneka réalise également des peintures à sujet politique comme Les Sans-emplois à Berlin (1933). Au milieu des années 1930, il opère un tournant moderniste, très inspiré par le thème de l'aviation (Futurs pilotes, 1937). Avec le pilote G.F. Baidoukov, il réalise un livre pour enfants sur le sujet, publié en 1938. Les thèmes historiques qu'il aborde sont basés sur sa propre réflexion sur l'histoire pré-révolutionnaire. À cette époque, il commence à réaliser des mosaïques, dont celle de la station de métro Maïakovskaïa à Moscou.
Pendant la Seconde Guerre mondiale, il réalise des peintures monumentales et dramatiques, dont Banlieue de Moscou. Novembre 1941 constitue la première œuvre. Il parvient à faire pénétrer une grande souffrance dans son travail (Le Village brûlé, 1942), autant que l'enthousiasme héroïque (La Défense de Sébastopol, 1942).
Après la guerre, il continue de peindre et reprend son travail de mosaïque, notamment pour le palais des congrès du Kremlin. Pour Les Joueurs de hockey (1960), il est récompensé du prix Lénine en 1964.
Il meurt le 12 juin 1969 et est enterré au cimetière de Novodevitchi à Moscou.

## Distinctions et récompenses
- Héros du travail socialiste (1969)
- Prix Lénine
- Artiste du Peuple d'URSS (1963)
- Ordre de Lénine
- Ordre du Drapeau rouge du Travail